# Divriği
Divriği (kurdsko Dîvrîgî), včasih tudi Divrik, je majhno mesto v turški provinci Sivas v osrednji Anatoliji. Mesto leži na položnem južnem bregu reke Çaltısuyu, pritoka reke Karasu. V Divriğiju sta Velika mošeja in bolnišnica, ki sta del Unescove svetovne kulturne dediščine.

## Imena
V bizantinskem obdobju se je mesto imenovalo Tefrike (grško Τεφρική, Tefrike), armensko pa Tevrik (Տեւրիկ).

## Zgodovina

### Srednji vek
Mesto je okoli leta 850 ustanovil Karbeas, vodja pavličanov, heretične armenske sekte, ki se je držala dualistične kozmologije. Pavličani so mesto utrdili in ga v 9. stoletju imeli za zatočišče in prestolnico svoje države.
Med vladanjem cesarja Bazilija I. Makedonca (867-886) so Tefrike zasedli Bizantinci, ga za nekaj časa po cesarju Leonu VI. Modremu (886 – 912) preimenovali v Leontokome in ga povišali v temo.
V začetku 11. stoletja je bilo mesto del ozemlja, ki ga je armenski kralj Seneqerim-Hovhannes Vaspurakanski dobil v zameno za svojo zemljo v Vaspurakanu.
Okoli leta 1071 je Divriği po bitki pri Manzikertu prišel pod oblast Sultanata Rum. V 13. stoletju je bila na vrhu strmega hriba nad mestom zgrajena večina gradu, ki je zdaj v ruševinah.
Ozemlje okoli mesta je kmalu po bitki pri Manzikertu osvojil turkmenski vojščak Mengudžek Gazi. Med vladanjem Mengudžekidov je lokalni vladar Ahmedšah leta 1228/1229 naročil gradnjo divriške Velike mošeje (turško Divriği Ulu Camii), ki skoraj nedotaknjena še vedno stoji. Mošeja in k njej prizidana bolnišnica (turško Darüşşifa) sta zaradi arhitekture obeh stavb in  izjemnih reliefov na Unescovem seznamu svetovne kulturne dediščine. Še posebej zanimivi so reliefi z geometrijskimi in cvetličnimi motivi na glavnih vhodnih vratih.

## Šport
Mesto ima nogometni klub DÇ Divriği, ki igra v turški tretji ali četrti ligi.

## Znana meščana
- Müslüm Doğan, turški politik kurdskega porekla
- Nuri Demirağ, turški industrijalec in politik

## Vir
- (Book cover) Oktay Aslanapa (1991). Anadolu'da ilk Türk mimarisi: Başlangıcı ve gelişmesi (Early Turkish architecture in Anatolia: Beginnings and development) (v turščini). AKM Publications, Ankara. ISBN 978-975-16-0264-0.